# Oreogeton nippon
Oreogeton nippon är en tvåvingeart som beskrevs av Saigusa 1963. Oreogeton nippon ingår i släktet Oreogeton och familjen Oreogetonidae. Inga underarter finns listade i Catalogue of Life.